# Maren Morris
Maren Larae Morris, född 10 april 1990 i Arlington i Texas, är en amerikansk countrysångerska och låtskrivare. Hennes musik är en blandning av country, pop, R&B och rockmusik.